# Coucal noir
Centropus grillii
Espèce
Statut de conservation UICN

 LC  : Préoccupation mineure
Le Coucal noir ou Coucal de Grill (Centropus grillii), également appelé coucal noiron ou coucal noirou, est une espèce d'oiseaux de la famille des Cuculidae. C'est une espèce monotypique. Il était auparavant considéré comme une sous-espèce du Coucal toulou (Centropus toulou).

## Répartition
Son aire s'étend sur l'Afrique subsaharienne (rare en Afrique australe et la corne de l'Afrique).